# Ponte Nhật Tân
Il ponte di Nhật Tân, anche noto come ponte dell'amicizia Vietnam-Giappone è un ponte strallato che attraversa il fiume Rosso situato ad Hanoi, capitale del Vietnam. Inaugurato il 4 gennaio 2015, è parte di una nuova autostrada a sei corsie che collega il centro città con l'aeroporto internazionale di Noi Bai. È stato costruito grazie ad un prestito della Agenzia di cooperazione internazionale del Giappone fornito come aiuto pubblico allo sviluppo.
Il ponte ha una lunghezza totale di 8,3 chilometri includendo le rampe, mentre il ponte strallato è lungo 1,5 chilometri e largo 33,2 metri, suddivisi in quattro corsie per autoveicoli, due corsie per i mezzi pubblici e due corsie per veicoli misti. Il ponte include anche un passaggio pedonale.
Le cinque torri del ponte rimandano alle cinque antiche porte della città di Hanoi. Nel 2017 il ponte è stato dotato di illuminazione notturna grazie ad una collaborazione tra il governo cittadino e la Philips.

## Galleria d'immagini

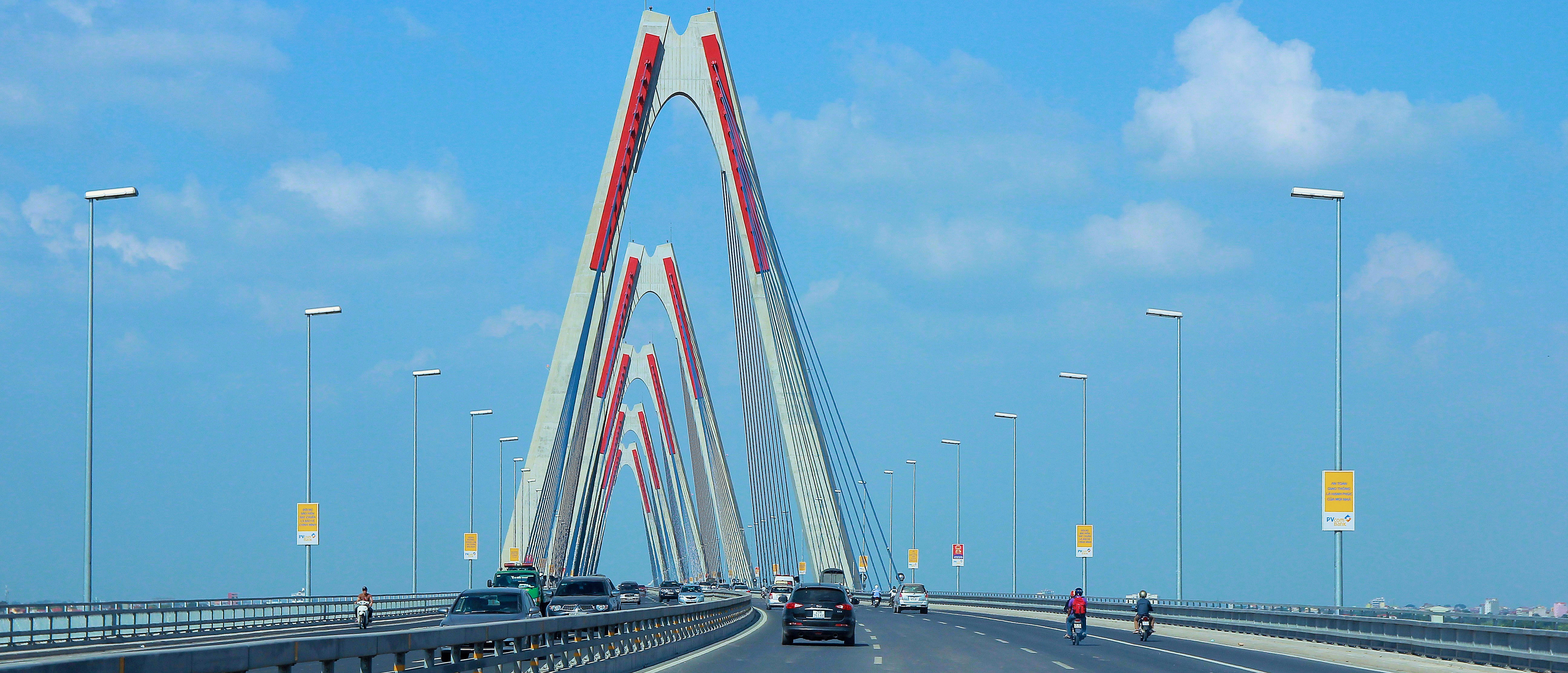
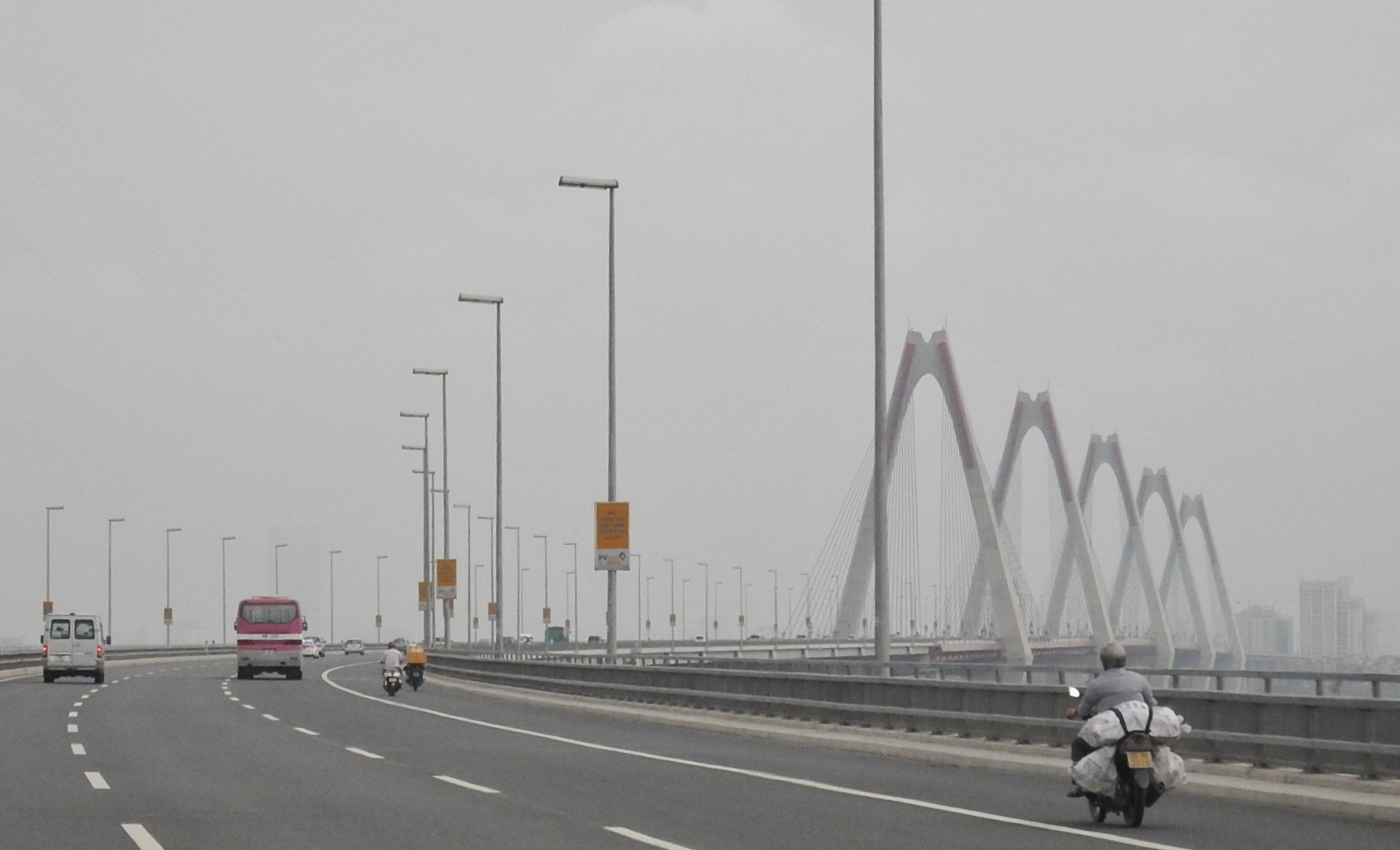
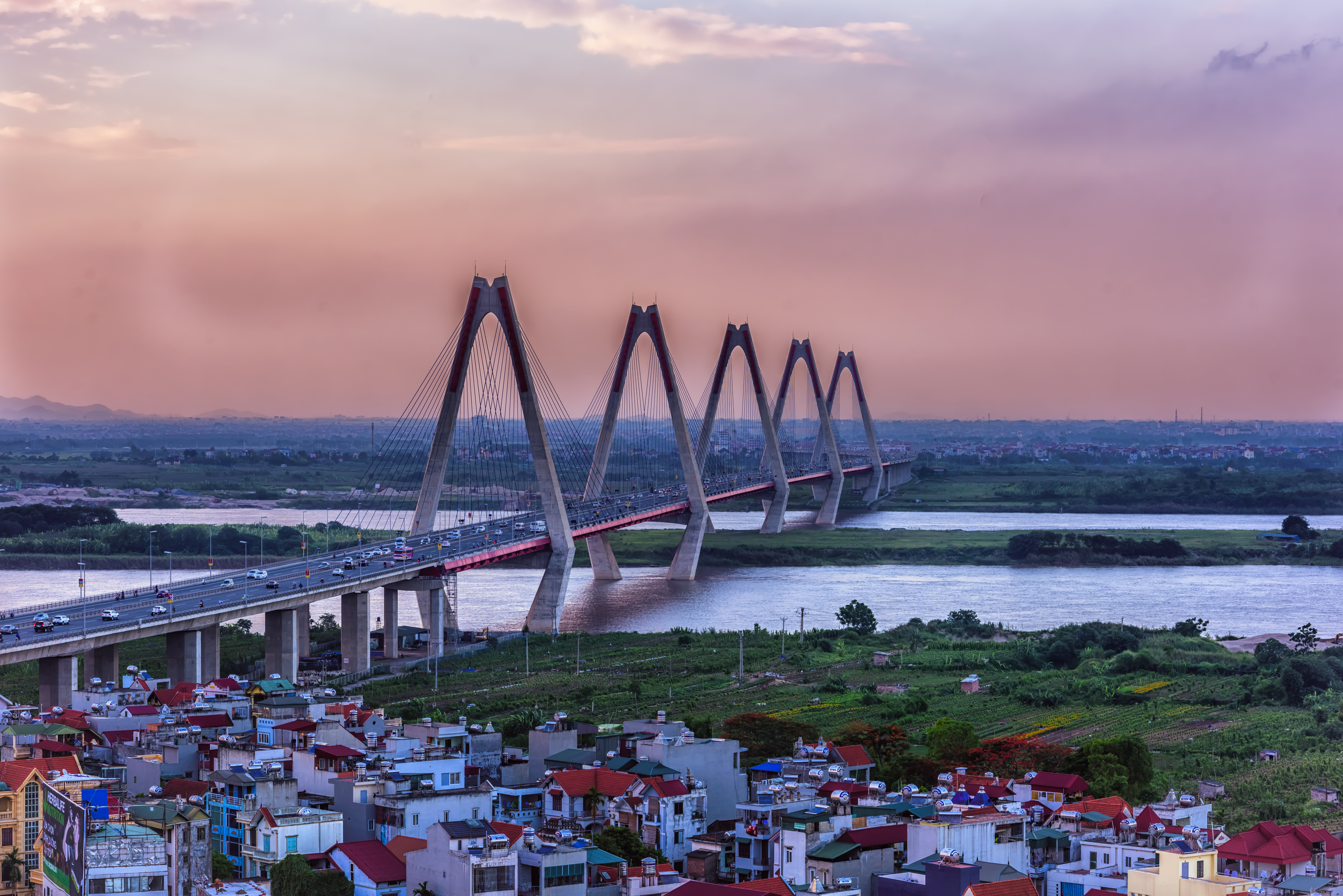
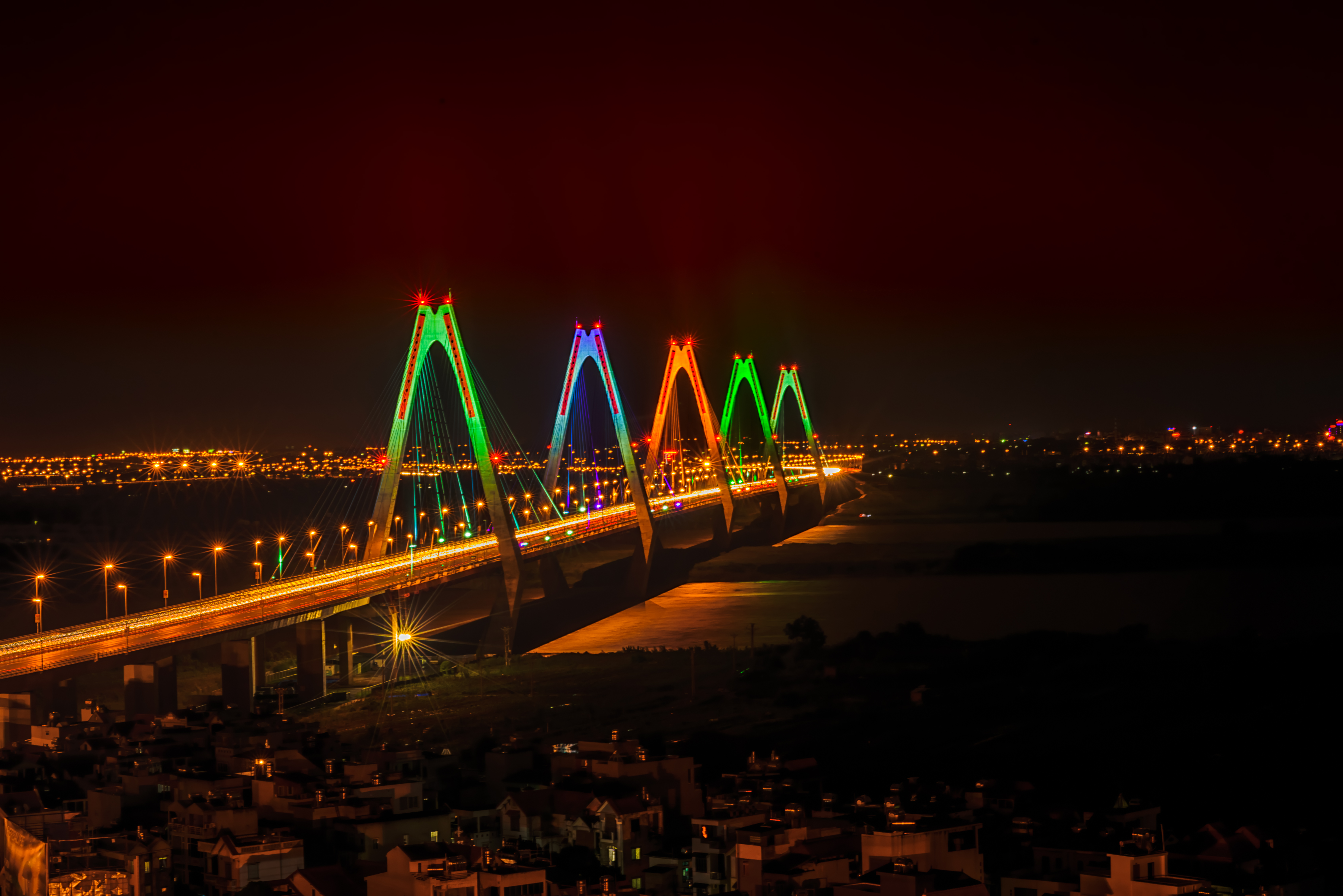
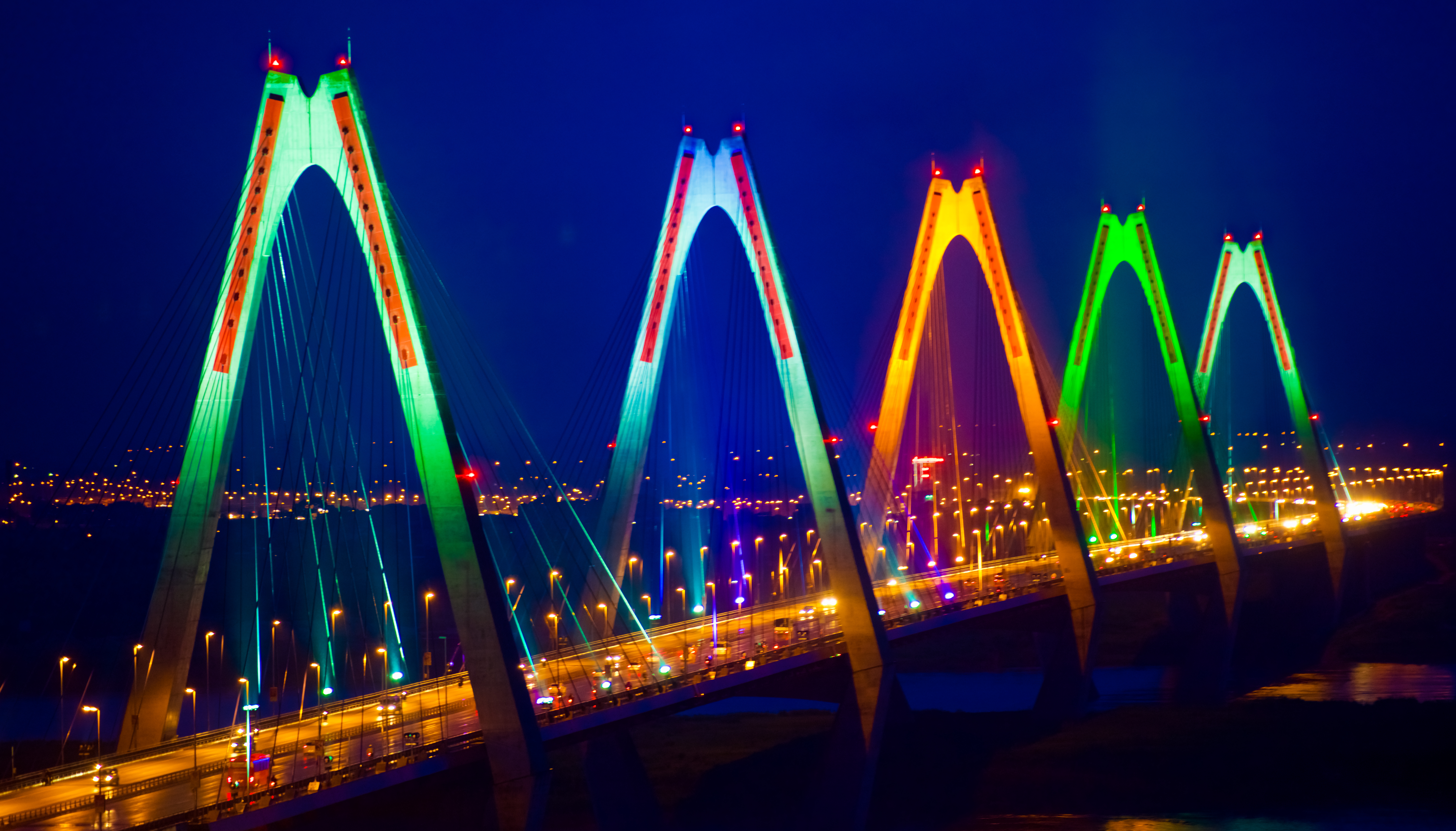
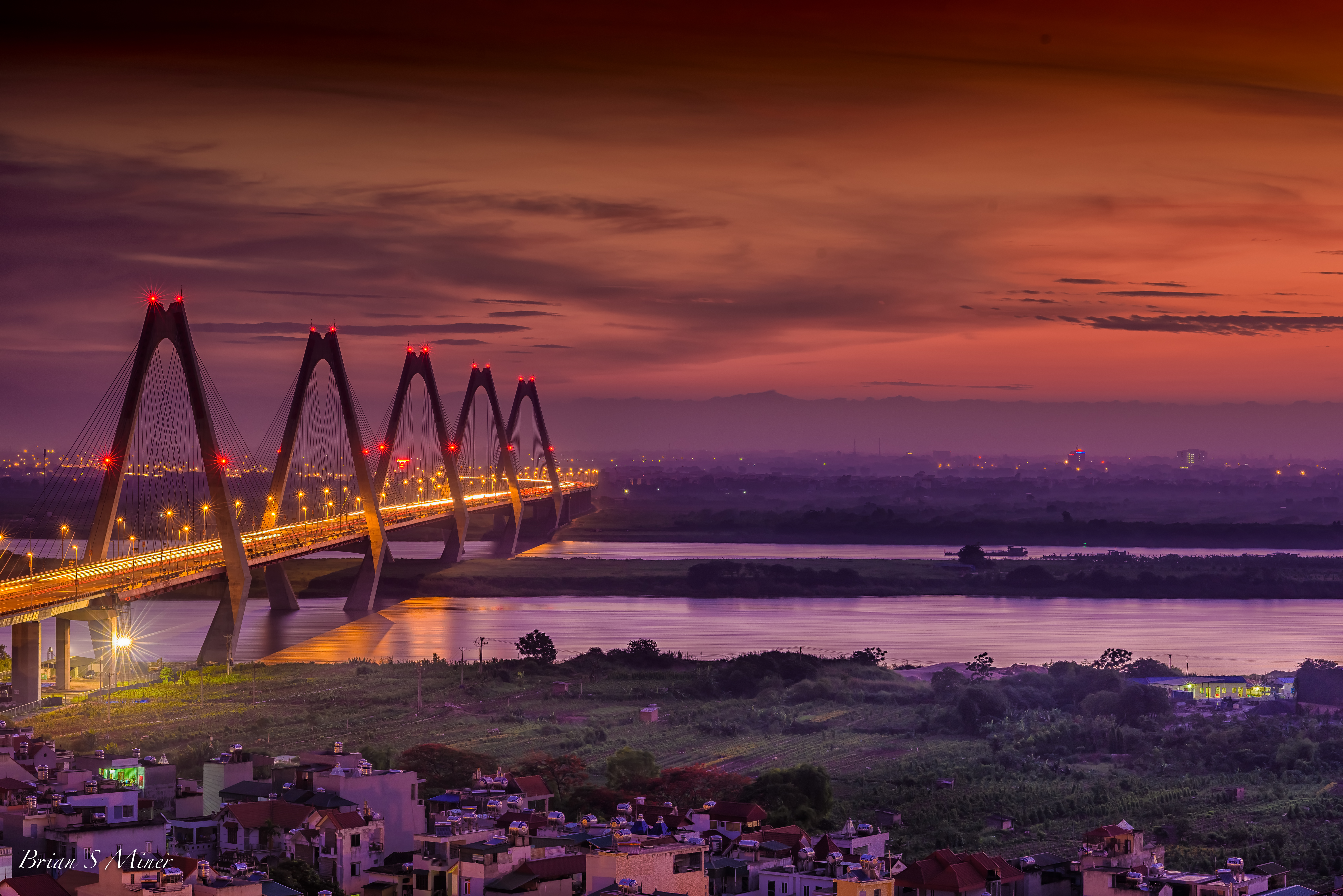
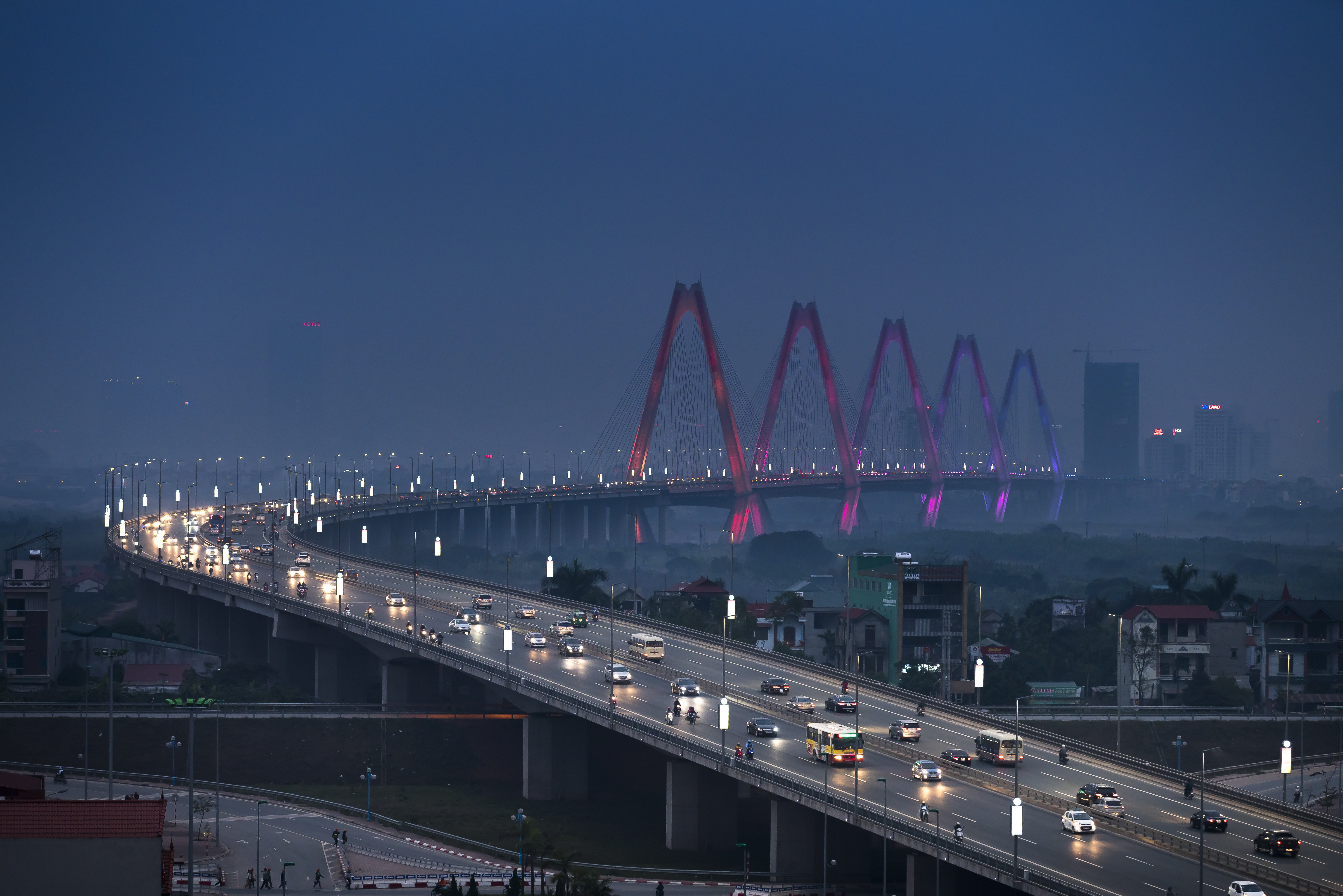